# Jean Liamine
 (avril 2018).
Si vous disposez d'ouvrages ou d'articles de référence ou si vous connaissez des sites web de qualité traitant du thème abordé ici, merci de compléter l'article en donnant les références utiles à sa vérifiabilité et en les liant à la section « Notes et références ».
Jean Liamine (en russe : Иван Семёнович Лямин, Ivan Semionovitch Liamine) né le 13 juin 1899 à Moscou et mort le 25 aout 1944 à Paris 5e) est un compositeur, pianiste et chef d'orchestre d'origine russe.

## Biographie

### Enfance et formation
Jean Liamine est né le 13 juin 1899 à Moscou.
Jean Liamine grandit au sein d'une famille de marchands de Moscou réputée pour ses actes de bienfaisance, son mécénat et sa francophilie, ainsi que pour son implication dans la vie politique moscovite,.

### Mort
Il meurt le 25 août 1944 à Paris.

## Œuvre

### Filmographie
Compositeur notamment pour les films suivants :
- 1931 : La Razzia de Jacques Severac.
- 1932 : Sous le casque de cuir d'Albert de Courville
- 1934 : Histoire sans parole: à l'Est , rien de nouveau de Bob Zoubowitch
  - Ski de printemps de Marcel Ichac
  - Cathédrales de France de Lucette Gaudard.
- 1935 : Michka de Bob Zoubowitch
- 1936 : Train de plaisir de Léo Joannon
- 1943 : Au pays de la fantaisie de Serge Griboff
- 1944 : Au clair de la Lune de Bob Zoubovitch.

### Comédie musicale
- 1932 : Charlot à Paris de Pierre Humble

### Compositions
Dans les archives familiales une liste importante de ses œuvres a pu être dénombrée à ce jour, dont quelque 200 pièces déclarées à la sacem dont il fut membre de 1926 à 1944[réf. souhaitée].

#### Musique sacrée
- Le chant des Chérubins
- Dans ton royaume
- Tu as posé les couronnes (chant de mariage)
- Bénis le Seigneur, O mon âme
- Dieu des puissances
- Trisagion

#### Musique traditionnelle
Transcription et arrangements de chants populaires russes:
- Suite de sept Chants populaires Russes.

#### Musique pour enfants
- Rayon des jouets (Polichinelle, La poupée dort, Le petit train, la toupie, croquemitaine).

#### Musique Jazz
- Notamment pour le film Sous le casque de cuir.